# 紐約證券交易所綜合指數
紐約證券交易所綜合指數（英語：NYSE Composite）是一個股價指數，計算自紐約證券交易所上市的公司。該指數包括超過2,000家公司，其中1600家以上的公司是美國公司，300家以上的公司是美國以外的公司。 

## 外部連結
- NYSE Composite index level and data from nyse.com （页面存档备份，存于）
- Yahoo! Finance page for ^NYA （页面存档备份，存于）
- Bloomberg page for NYA:IND （页面存档备份，存于）
- Terms page on nyse.com (archive)
- Composite methodology （页面存档备份，存于）
- NYSE Composite official brochure （页面存档备份，存于）
- Reuters page for .NYA （页面存档备份，存于）